# トリプル★トラブル
『トリプル★トラブル』は、湯川かおるによる日本の4コマ漫画作品。『まんがライフMOMO』にて2004年10月号から2006年6月号まで連載されていた。

## ストーリー
髪型や趣味は違うも顔がそっくりな三つ子の姉妹である杜雪乃、杜月乃、杜花乃は何をするにしても三人一緒であるが、三人とも将来の夢は従兄弟の士郎と結婚することで肝心の士郎には全くその気はなしで、今日も熱心にアプローチする。

## 登場人物
杜 雪乃（もり ゆきの）
三つ子の三女。中学二年生。しっかり者で、明るく社交的で頼りがいがあり、足の裏にほくろがある。自分が三女なのに納得がいっていない。月乃や花乃からは「雪ちゃん」と呼ばれる。髪型は暗い茶髪を目の高さまで切り肩まで伸ばしたボブヘアを外にはねさせている。
杜 月乃（もり つきの）
三つ子の次女。中学二年生。控えめで優しく知性的であり、芯が強い。男性からの人気は高く丸眼鏡をかけている。雪乃や花乃からは「月ちゃん」と呼ばれる。髪型は茶髪ロングヘアを目の高さまで切り尻まで伸ばし三つ編みにしてまとめている。
杜 花乃（もり かの）
三つ子の長女。中学二年生。無邪気で天然なムードメーカー。学校の成績は悪い。雪乃からは呼び捨てで呼ばれる。髪型は茶髪ストレートロングヘアを腰まで伸ばして赤いリボンでツインテールに結んでいる。
小林（こばやし）
三つ子の同級生で友人。眼鏡をかけた成績優秀である委員長タイプの女子生徒。
杜家の両親
三つ子の両親。母親は三つ子が誰か見分けることができない。
士郎（しろう）
三つ子の従兄弟。高校二年生。従姉妹の三つ子からは「士郎ちゃん」と呼ばれる。穏やかで心優しいからか三つ子からの結婚のアプローチを受けており、困惑している。
大木（おおき）
士郎の同級生の男子生徒。三つ子に懐かれる士郎を羨ましくも、三つ子に振り回される士郎を揶揄っている。妹とプールに行った際に三つ子と親しくなる。
大木 まゆ（おおき まゆ）
大木の妹。兄とは似ていない為、「兄は橋の下で拾われてきたため、実の兄妹ではない」という冗談を信じており、将来兄と結婚しようとしている。

## 単行本
- 湯川かおる『トリプル★トラブル』竹書房〈バンブーコミックス 4コマセレクション〉全1巻。ISBN 9784812464687